# E-Dnevnik
e-Dnevnik jest elektronički sustav za evidenciju nastave Hrvatske akademske i istraživačke mreže, popularno zvane CARNET, koji je u hrvatskom osnovnoškolskom i srednjoškolskom sustavu zamijenio papirnate razredne knjige. Stranica omogućuje evidenciju ocjena, izostanaka, dnevnika rada (za profesore), ispita te osobnih i drugih podataka vezanih uz učenike i nastavu u osnovnim i srednjim školama.
Internetsko sučelje za evidenciju uspjeha uvedeno je kako bi se riješilo nekoliko problema koji su se povezivali s tradicionalnim, papirnatim razrednim knjigama:
- svi podatci o uspjehu učenika te podatci o ispitima i zadaćama postali su dostupniji, što olakšava učenikovo i roditeljevo praćenje obveza i uspjeha,
- umanjena je mogućnost neovlaštenog unosa podataka, oštećenja ili krađe školske dokumentacije,
- pojednostavljen je, informatiziran te centraliziran unos i pregled podataka o nastavi.[4][5]

Naziv »e-Dnevnik« koristi se i u drugim državama za tamošnje implementacije elektroničkih razrednih knjiga, iako one nisu povezane s hrvatskim sustavom i projektom.

## Povijest
Internetsku aplikaciju e-Dnevnika, programiranu u programskom jeziku PHP, osmislio je programski inženjer Dalibor Kirchmayer za CARNET-ov pilot-projekt uvođenja e-Dnevnika pod vodstvom Barbare Kolarek i uz koordinaciju profesora Edina Kadića. Razvoj aplikacije započet je u ožujku 2011. godine kako bi se već u rujnu mogao testirati u nastavi. U te je svrhe 28. lipnja 2011. godine raspisan natječaj za dobavljača tablet računala preko kojih bi nastavnici pristupali platformi, a odabrana je ponuda tvrtke T-Mobile, danas dio Hrvatskog Telekoma. Za nastavnike uključene u projekt tako su predviđeni tableti Motorola Xoom.

### Uvođenje u škole
Pilot-projekt uvođenja e-Dnevnika službeno je započeo 5. rujna 2011. godine, nastavne godine 2011./2012., a sustav se uveo u nastavu prvih razreda u tri srednje škole: Požeške gimnazije, XV. gimnazije u Zagrebu i Medicinske škole Ante Kuzmanića u Zadru.
Povodom uspjeha projekta u prvoj godini provođenja, školama je u kolovozu 2012. godine zakonski dopušteno razredne knjige voditi elektronički. Nastavne godine 2012./2013. uveden je u nastavu svih razreda tih triju škola i povezan s e-Maticom, a dodatnih 29 škola uvedeno je u projekt, među kojima su bile sve varaždinske srednje škole. Školske godine 2013./2014. u projekt je uključeno još 168 škola, među kojima su po prvi puta bile i osnovne škole. Tim je proširenjem Varaždinska županija postala prva županija u Hrvatskoj koja je u potpunosti napustila papirnate razredne knjige.
Počevši od školske godine 2014./2015., e-Dnevnik je koristilo 380 škola i započela je aktivnija edukacija nastavnika o sustavu, a iduće je godine taj broj porastao na 554 škole. Školske godine 2015./2016. e-Dnevnik je tako proširen i na glazbene škole te škole koje nastavu provode na jezicima nacionalnih manjina, dok je od 2016./2017. evidencija omogućena i za IB programe. Godine 2017./2018., e-Dnevnik je koristilo 74 % svih osnovnih i srednjih škola u Hrvatskoj. Godine 2020. ta je brojka porasla na 95 %. Školske godine 2021./2022. e-Dnevnik je upotrebljavalo 98 % škola te je uvedena mobilna aplikacija za Android i iOS platforme. Uz to, započeto je testiranje aplikacije »CARNET data«, koja predstavlja analitiku podataka prikupljenih iz e-Dnevnika i drugih usluga CARNET-a. Godine 2023. e-Dnevnik postaje obavezan način evidentiranja ocjena i rada u svim školama Republike Hrvatske, no i dalje ga koristi samo 98 % škola na području države.

### Proširenje funkcionalnosti
Pri nadogradnji sustava krajem 2023. godine u e-Dnevniku je roditeljima školaraca omogućeno podnošenje zahtjeva za opravdavanje izostanaka, uz mogućnost učitavanja liječničke ispričnice u sustav ako se radi o izostancima duljima od 3 dana. Nakon unosa roditelja, razrednik u sustavu ima mogućnost odbiti ili prihvatiti opravdanje, a roditelj dobiva obavijesti o ažuriranjima zahtjeva. Svrha tog dodatka jest, prema navodima Hine, olakšavanje komunikacije između roditelja i nastavnika.
Uvođenjem nacionalnih ispita u osnovne škole, e-Dnevnik je u lipnju 2025. godine ažuriran kako bi rezultate ispita prikazivao u vlastitom sučelju. Osim individualnih rezultata učenika, ravnateljima škola omogućeno je putem sustava CARNET data pregledati izvještaje o uspješnosti cijele škole, kao i usporedbe s prosjekom svih škola u Hrvatskoj.

## Pristup
E-Dnevniku je moguće pristupiti putem internetskih tražilica te službenih Android i iOS aplikacija. Za prijavu je potrebno upotrijebiti elektronički identitet koji svakom učeniku ponaosob dodjeljuje administrator škole.

### Nastavnici
Nastavnici sučelju pristupaju na jednak način kao i učenici, no radi povećane sigurnosti prijavljuju se tokenom i PIN kodom uz dodijeljeni elektronički identitet.
Svakom nastavniku osigurava se isključivo jedan uređaj tokena, uz mogućnost korištenja mobilne aplikacije »mToken« umjesto fizičkog uređaja. Tokene se po primitku u školu registrira u CARNET-ov sustav te im se time omogućava generacija jednokratnih lozinki za prijavu. Jednokratne lozinke koje token generira HOTP algoritmom mogu se koristiti 45 minuta od generacije, a odmah po isteku lozinke nastavnik je odjavljen iz sučelja.

## Druge države

### Bosna i Hercegovina
U Bosni i Hercegovini se e-Dnevnik koristi u većini škola Županije Središnje Bosne i u Republici Srpskoj. U Unsko-sanskoj županiji provodi se pilot-projekt, u Zeničko-dobojskoj županiji i Bosansko-podrinjskoj županiji ne koristi se uopće, a u većini ostalih županija provodi se tek u nekim školama. Tuzlanska županija planira ga uvesti do 2027. godine.

### Srbija
U Srbiji se od 2018. godine koristi sustav »esDnevnik« koji uz Telekom Srbiju održava hrvatska tvrtka Tesla ltd. Pilot-projekt esDnevnika započeo je u 60 škola nastavne godine 2017./2018., a već je iduće nastavne godine uveden u 831 osnovnoj i srednjoj školi.

## Vanjske poveznice
- Usluge – e-Dnevnik za učenike i roditelje – CARNET
- Informacije o e-Dnevniku – e-Građani